# Browar Namysłów

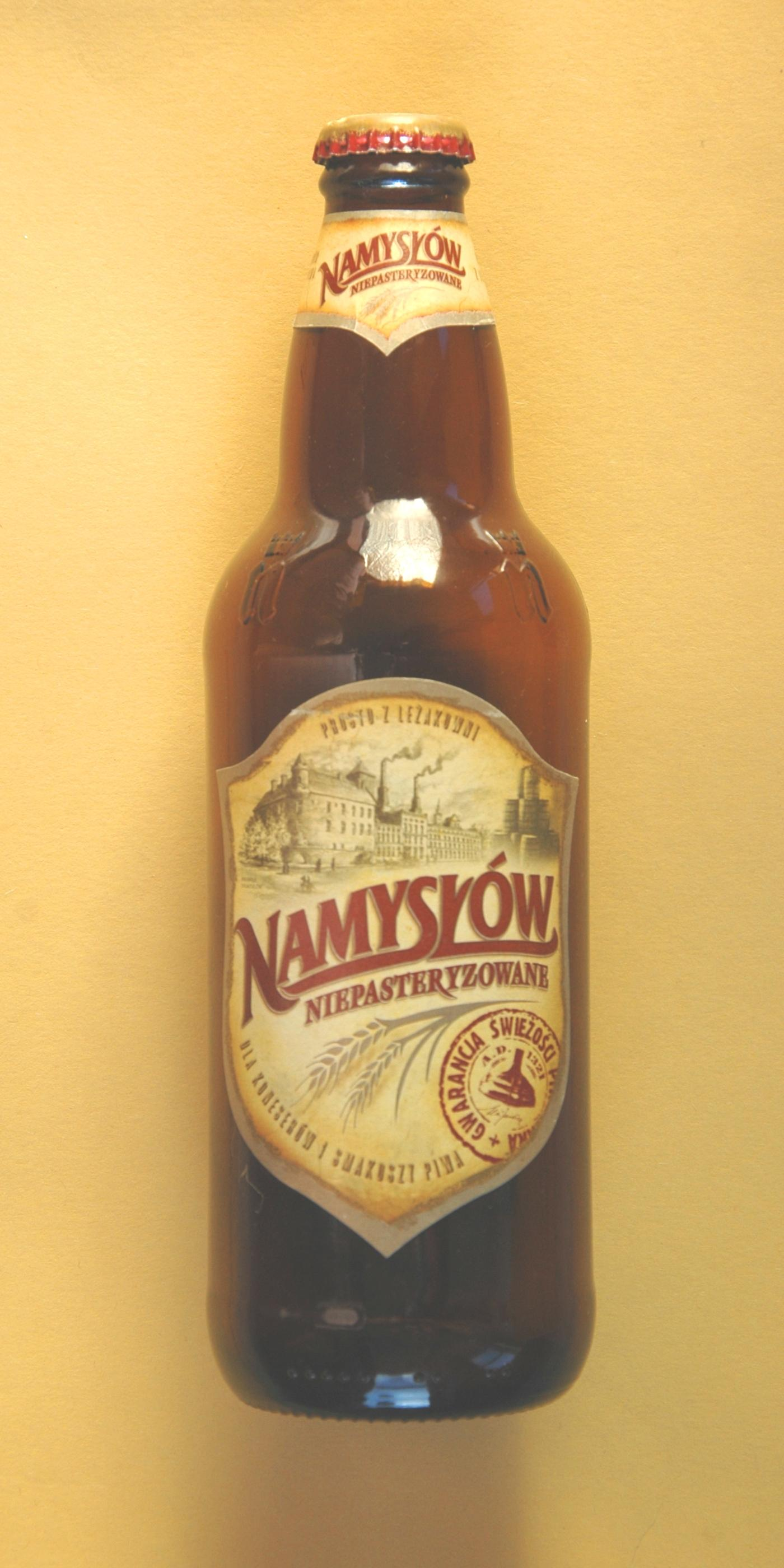
Namysłów Niepasteryzowane piwo jasne pełne: 500ml butelka

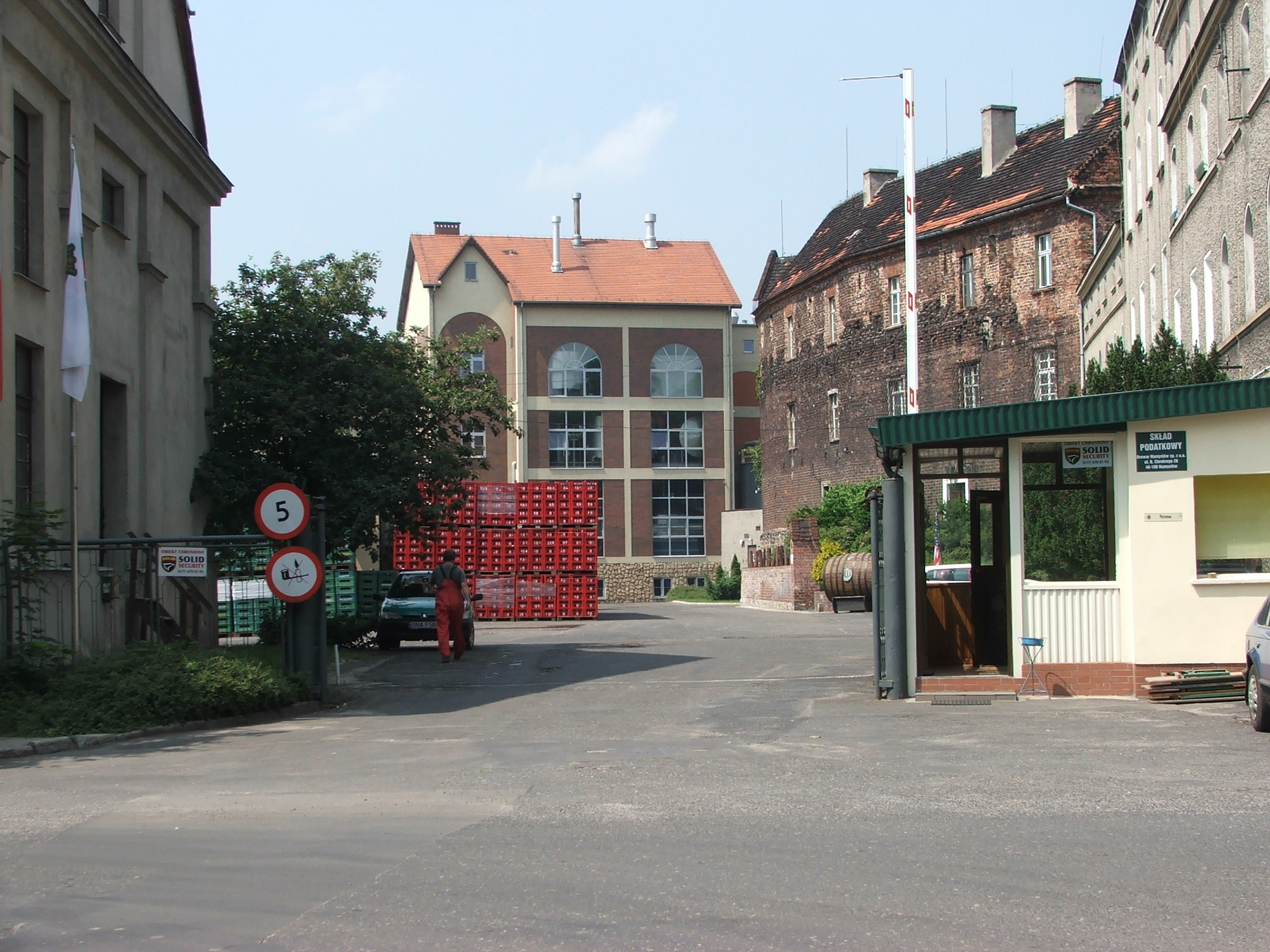
Brama główna Browaru Namysłów, w głębi budynek warzelni

Browar Namysłów – regionalny browar średniej wielkości, znajdujący się w Namysłowie w województwie opolskim. Browar prowadzi dystrybucję swoich piw głównie na rynku krajowym, poprzez tradycyjny oraz nowoczesny kanał dystrybucji, a także eksportuje własne marki do odbiorców w Japonii, USA czy Australii.

## Historia
Początki piwowarstwa w Namysłowie sięgają XIV wieku. Pierwsza wzmianka o funkcjonującej przy zamku książęcej słodowni pochodzi z 1321 roku - wspomina o niej wydany 30 kwietnia tegoż roku dokument księcia Konrada I. Z kolei w roku 1538 przy zamku w Namysłowie utworzony został browar miejski.
Obecnie istniejący zakład piwowarski, zlokalizowany na terenie namysłowskiego zamku, założył niemiecki piwowar pochodzący z Turyngii August Haselbach. W roku 1862 osiedlił się on w Namysłowie, zakupił  za kwotę 6 275 talarów podupadły browar zamkowy i rozbudował go na nowoczesne przedsiębiorstwo, funkcjonujące pod nazwą Bierbrauerei A. Haselbach.
W roku 1944 wnuk Augusta - Albrecht Haselbach, ewakuował firmę, a jej siedzibę przeniósł do Feldkirchen koło Monachium.
Po II wojnie światowej zakład upaństwowiono i przywrócono produkcję. Jeszcze w 1945 r. utworzono Namysłowskie Zakłady Piwowarsko–Słodownicze, które w 1970 r. włączono do Opolskich Zakładów Piwowarsko–Słodowniczych.
W 1991 browar w Namysłowie usamodzielnił się. Utworzono spółkę Browar Namysłów Sp. z o.o. W 1998 większościowym udziałowcem w przedsiębiorstwie została rodzina Gostomskich. 10 marca 1999 związana z nią amerykańska grupa kapitałowa Chicago Poland Investment Group wykupiła 100% udziałów w spółce i pod nazwą Browar Ryan Namysłów rozpoczęła modernizację oraz walkę o rynek zbytu.
W latach 2007–2012 Browar Namysłów współpracował z rozlewnią JAKO Sp. z o.o. z Kokanina.
W 2013 rozpoczęła się pierwsza w historii Browaru Namysłów ogólnopolska kampania reklamowa. Jej tematem jest przedstawienie sztandarowej marki browaru – Namysłów Pils.
W 2014 Browar Namysłów wykupił browar w Braniewie, gdzie do dziś jest tam produkowane piwo Braniewo.
Zakład zatrudnia ponad 200 pracowników, co czyni z niego jednego z największych pracodawców w mieście. Jego roczna produkcja to ok. 2 mln hektolitrów piwa.
1 kwietnia 2019 Grupa Żywiec przejęła 100% udziałów Browaru Namysłów za 500 mln złotych, tym samym stając się jedynym właścicielem. Od tej pory Browar Namysłów jak i browar Braniewo wchodzą w skład Grupy Żywiec.

## Produkty
Lager
- Kozackie
- Kozackie Mocne
- Namysłów Białe Pszeniczne
- Namysłów Ciemne Typu Irlandzkiego
- Namysłów Niepasteryzowane
- Namysłów Pils
- Zamkowe
- Zamkowe Export
- Zamkowe Mocne
- Zamkowe Niepasteryzowane
- Złoty Denar
- Złoty Denar Chmielowy
- Złoty Denar Mocny

Piwo aromatyzowane
- Imbir
- Malina
- Plum

## Nagrody i wyróżnienia
- 2013: 1. miejsce dla piwa Namysłów Pils w 43. Konsumenckim Konkursie Piw "Chmielaki Krasnostawskie" .